# Make it a Paradise
『Make it a Paradise 』 （メイク・イット・ア・パラダイス） は、1993年9月21日にリリースされた、原田真二13作目のスタジオ・アルバムである。

## 解説
日本コロムビアからの第2弾となるオリジナルアルバム。

## 収録曲
1. Make it a Paradise　(4:36)
  - 近年のアコースティックライヴにおいて（アコースティックギター1本での演奏）定番となっている曲であるが、オリジナルのアレンジはエレキギター・ホーンセクション・スクラッチがフィーチャーされ、後に交友を深める元アース・ウィンド・アンド・ファイアー のラリー・ダンお気に入りのナンバーであった[1]。
2. Shining Star　(3:58)
  - 今でもバンドライブで頻繁に演奏されるナンバー。
3. Saila　(3:38)
  - 演奏が終了したあと、女性の声（笑い声）と原田自身の声の効果音が入る。この手法は、ファーストアルバムの「風をつかまえて」でも聞ける。
4. 波を聴いた夜-Love Affair-　(3:57) ※Single
  - アルバムの先行シングル。ロッテチョコレート「ラミー＆バッカス」 のCMソングに起用された。発売以前の仮タイトルは「君の彼氏、僕の彼女」といったものだったという。歌詞の心理描写がリアリティーでロマンティック、とベスト盤の解説書[2]は綴っている。
5. さよならのわけもきかないで (Don't Cry Baby)　(5:56)
  - ベスト盤の解説書[2]には「アカペラ風のR＆Bバラード。90年代に入って以降、この手の楽曲が増えた」とある。
6. Lonely Moonlight　(4:06)
7. Hey,Hey,Girl　(4:39)
  - 「波を聴いた夜」のc/w
8. Time Comes Around　(5:03)
9. D.C.Vibration　(5:01)
10. The Children Of The Earth　(6:58)
  - 前作『Miracle Love』の「Whisper」「Heart Aid」で自身初めて"子供（達）"というワードを歌詞に盛り込んだが、ここではそれを主題として取りあげた。

### Song Writers
- All Songs Written, Composed and Arranged　by Shinji Harada
- （Except, English Lyrics by Mary Stickels）

### Recordedd date
May〜July, 1993

## MUSICIANS
- PRODUCED AND ALL PERFORMED BY SHINJI HARADA
- Recorded and Mixed by Shinji Harada
- Assistant Engineer ： Akira Suzuki